# Badmintonmeisterschaft von Hongkong 2002
Die Badmintonmeisterschaft von Hongkong des Jahres 2002 trug den vollständigen Namen Bank of China (Hong Kong) Hong Kong Annual Badminton Championships 2002 (chinesisch 2002 中銀香港全港羽毛球錦標賽).

## Sieger und Finalisten
| Disziplin    | Gold                               | Silber                            |
| ------------ | ---------------------------------- | --------------------------------- |
| Herreneinzel | Yohan Hadikusumo Wiratama          | Ng Wei                            |
| Dameneinzel  | Louisa Koon Wai Chee               | Wang Chen                         |
| Herrendoppel | Albertus Susanto Njoto Liu Kwok Wa | Zheng Yumin Yau Tsz Yuk           |
| Damendoppel  | Ling Wan Ting Siu Ching Man        | Louisa Koon Wai Chee Wang Chen    |
| Mixed        | Albertus Susanto Njoto Li Wing Mui | Wong Tsz Yin Louisa Koon Wai Chee |